# 亮剑·铁血军魂
《新亮剑》（又名《亮剑·铁血军魂》），是2011年在中国大陆首播的战争题材电视剧。

## 劇情
1936年寒冬，解放軍李云龙率部阻击数十倍于己的敌軍，带领仅存的9人冲破包围圈进入根据地。
抗日战争中，李云龙全歼骄横不可一世的日军大队，也逐渐与政委赵刚结下了深厚的兄弟情谊。国军精英团长楚云飞与李云龙惺惺相惜，但在國共內战中两人兵戎相见，险些同归于尽。楚云飞戰败，与战地記者刘诗吟退守台湾。
李云龙在战地医院的救护队与护士田雨相爱。他在进修学习中有所感悟，成长为拥有军事理论和战略视野的解放軍将军。

## 角色
- 黃志忠 飾 李云龍。
- 果靜林 飾 楚云飛。
- 甘婷婷 飾 田雨。
- 任泉 飾 趙剛。
- 甄錫 飾 劉詩吟，一位战地记者。[3]
- 郝好 饰 冯楠。
- 缪婷茹 饰 郑芳。
- 周知 饰 秀芹。
- 林强 饰 丁伟[2]。

## 穿帮镜头
- 楚云飞和李云龙手端轻机枪射击（第三集）：兩人手指靠近导气管部位射击將導致燙傷，而且如此射擊命中率很低。[4]
- 廣泛使用斯登衝鋒槍：國共內戰時期國軍才開始使用斯登冲锋枪。[4]
- 日军狙击步枪瞄准镜：日军九七式和九九式狙擊步槍的瞄准镜位置靠后，方便射手进行观察。而剧中狙击步枪的瞄准镜位置靠前，而且是现代产品。[4]

## 收视率
(由csm数据参考而来，收视率包括全天收视指数和市场(收视)份额参数)
| 平台     | 平均收视率 | 平均市場份額 | 全年排名 |
| 浙江卫视 | 1.58       |              | 7        |